# Prianto
Prianto GmbH je distributor s přidanou hodnotou (VAD) specializující se na podnikový software.

## Společnost a vývoj

### Prianto Německo
Společnost Prianto GmbH byla založena v roce 2009 Williamem Geensem a Oliverem Rothem a sídlí v Mnichově, další dvě německé pobočky společnosti Prianto se nacházejí v Giessenu a v Marlu. Hlavní činností společnosti Prianto je velkoobchodní prodej softwaru pro podnikové aplikace. Zákazníky společnosti Prianto jsou obvykle prodejci softwaru, systémové domy (VAR), systémoví integrátoři a poskytovatelé řízených služeb (MSP); společnost Prianto neprovozuje přímý obchod s koncovými zákazníky. 
V červenci 2019 byla založena dceřiná společnost Prianto Procurement Management GmbH (Prianto PPM), aby mohla partnerům z řad systémových domů nabízet služby správy veřejných zakázek mimo běžné distribuční portfolio. 
Služby týkající se analýzy požadavků, plánování systému, instalace a školení nabízí zákazníkům společnosti Prianto od července 2019 společnost Prianto Services GmbH.

### Skupina Prianto
Prianto působí od roku 2011 také ve Velké Británii, Rakousku a Švýcarsku, v roce 2012 následovaly země BeNeLuxu, v roce 2014 Polsko a v roce 2016 Francie. V roce 2017 byly otevřeny pobočky pro Českou republiku, Maďarsko, Slovensko a země v oblasti Jadranu. Od roku 2019 má společnost Prianto zastoupení také v Kanadě a od roku 2021 v USA. Ve stejném roce (2021) společnost Prianto GmbH rozšířila své aktivity také do Turecka. V roce 2022 společnost Prianto vstoupila do skandinávského regionu a otevřela pobočku ve Švédsku, která bude pod názvem „Prianto Nordics“ pokrývat Dánsko, Finsko, Norsko a Švédsko. Od roku 2024 má společnost Prianto GmbH pobočku také v Jihoafrické republice. 

### Společnost Prianto Projects and Procurement Management GmbH (Prianto PPM)
Od července 2019 dodává společnost Prianto PPM GmbH systémovým domům software jiného zaměření, který není k dispozici v distribučním portfoliu. Nabídka služeb Prianto PPM je pro Evropu provozována centrálně z Německa.

### Prianto Services GmbH
Společnost Prianto Services GmbH byla založena jako další dceřiná společnost pro různé služby podpory prodejců v souvislosti s komplexními softwarovými produkty. Nabízí služby týkající se analýzy požadavků, plánování systémů, instalace a školení. Za tímto účelem se společnost Prianto Services GmbH opírá o tým specialistů, kteří podporují zákazníky z řad systémových domů při návrhu infrastruktury a výběru, instalaci a provozu softwarových produktů.

### Akvizice dalších distributorů
Dne 1. dubna 2012 společnost Prianto GmbH převzala německého distributora softwaru Sinn GmbH, založeného v roce 1996, a rozšířila tak své portfolio, zejména v oblasti serverové výpočetní techniky.
V roce 2020 společnost Prianto získala 51 % akcií společnosti VEMI, polského distributora bezpečnostních IT řešení s přidanou hodnotou, aby posílila svou pozici na polském trhu.
Dne 1. ledna 2022 skupina Prianto převzala také společnost ISPD, která dříve sídlila v Poingu.